# Lyciasalamandra helverseni
Lyciasalamandra helverseni es una especie de anfibio urodelo de la familia Salamandridae.

## Distribución geográfica
Es endémica de las islas de Kárpatos, Kasos y Saria en el sureste del mar Egeo.
Su hábitat natural son áreas rocosas y matorral mediterráneo. Es vivíparo, las crías nacen completamente desarrolladas y pasan toda su vida en tierra, sin depender de charcas o cursos de agua.